# Synagrops
Synagrops is een geslacht van straalvinnige vissen uit de familie van acropomaden (Acropomatidae). Het geslacht is voor het eerst wetenschappelijk beschreven in 1887 door Günther.

## Soorten
- Synagrops adeni Kotthaus, 1970
- Synagrops analis (Katayama, 1957)
- Synagrops argyreus (Gilbert & Cramer, 1897)
- Synagrops bellus (Goode & Bean, 1896)
- Synagrops japonicus (Günther, 1859) – Japanse spleetvin
- Synagrops malayanus Weber, 1913
- Synagrops microlepis Norman, 1935
- Synagrops philippinensis (Günther, 1880)
- Synagrops pseudomicrolepis Schultz, 1940
- Synagrops serratospinosus Smith & Radcliffe, 1912
- Synagrops spinosus Schultz, 1940
- Synagrops trispinosus Mochizuki & Sano, 1984